# US Open 1987 (Badminton)
Die US Open 1987 im Badminton fand vom 11. bis zum 15. Dezember 1987 im Manhattan Beach Badminton Club in Kalifornien statt. Es war die 26. Auflage der internationalen Meisterschaften der USA im Badminton.

## Finalergebnisse
| Disziplin    | Sieger                        | Finalist                        | Ergebnis    |
| ------------ | ----------------------------- | ------------------------------- | ----------- |
| Herreneinzel | Park Sung-bae                 | Chung Chia-chen                 | 15–8, 18–17 |
| Dameneinzel  | Chun Sung-suk                 | Lee Young-suk                   | 11–2, 12–11 |
| Herrendoppel | Lee Deuk-choon Lee Sang-bok   | Ger Shin-ming Liao Wei-chieh    | 15–4, 15–1  |
| Damendoppel  | Kim Ho-ja Chung So-young      | Johanne Falardeau Denyse Julien | 15–8, 15–6  |
| Mixed        | Lee Deuk-choon Chung So-young | Mike Butler Claire Sharpe       | 15–12, 15–6 |